# Grafschaft, Rheinland-Pfalz
Grafschaft är en kommun i Landkreis Ahrweiler i förbundslandet Rheinland-Pfalz i Tyskland.
De tidigare kommunerna Bengen Birresdorf, Eckendorf, Gelsdorf, Holzweiler, Karweiler, Lantershofen, Leimersdorf, Nierendorf, Ringen och Vettelhoven bildade den nya kommunen Grafschaft 1 mars 1974.